# Trifurcula kalavritana
Trifurcula kalavritana là một loài bướm đêm thuộc họ Nepticulidae. Nó được miêu tả bởi A. và Z. Laštuvka năm 1998. Nó được tìm thấy ở Peloponnes, Hy Lạp.